# Metopius galbaneus
Metopius galbaneus là một loài tò vò trong họ Ichneumonidae.